# 7740 Petit
A 7740 Petit (ideiglenes jelöléssel 1983 RR2) a Naprendszer kisbolygóövében található aszteroida. Edward L. G. Bowell fedezte fel 1983. szeptember 6-án.